# Торторето
Торторето (італ. Tortoreto) — муніципалітет в Італії, у регіоні Абруццо, провінція Терамо.
Торторето розташоване на відстані близько 155 км на північний схід від Рима, 65 км на північний схід від Л'Аквіли, 22 км на північний схід від Терамо.
Населення — 11 478 осіб (2014).

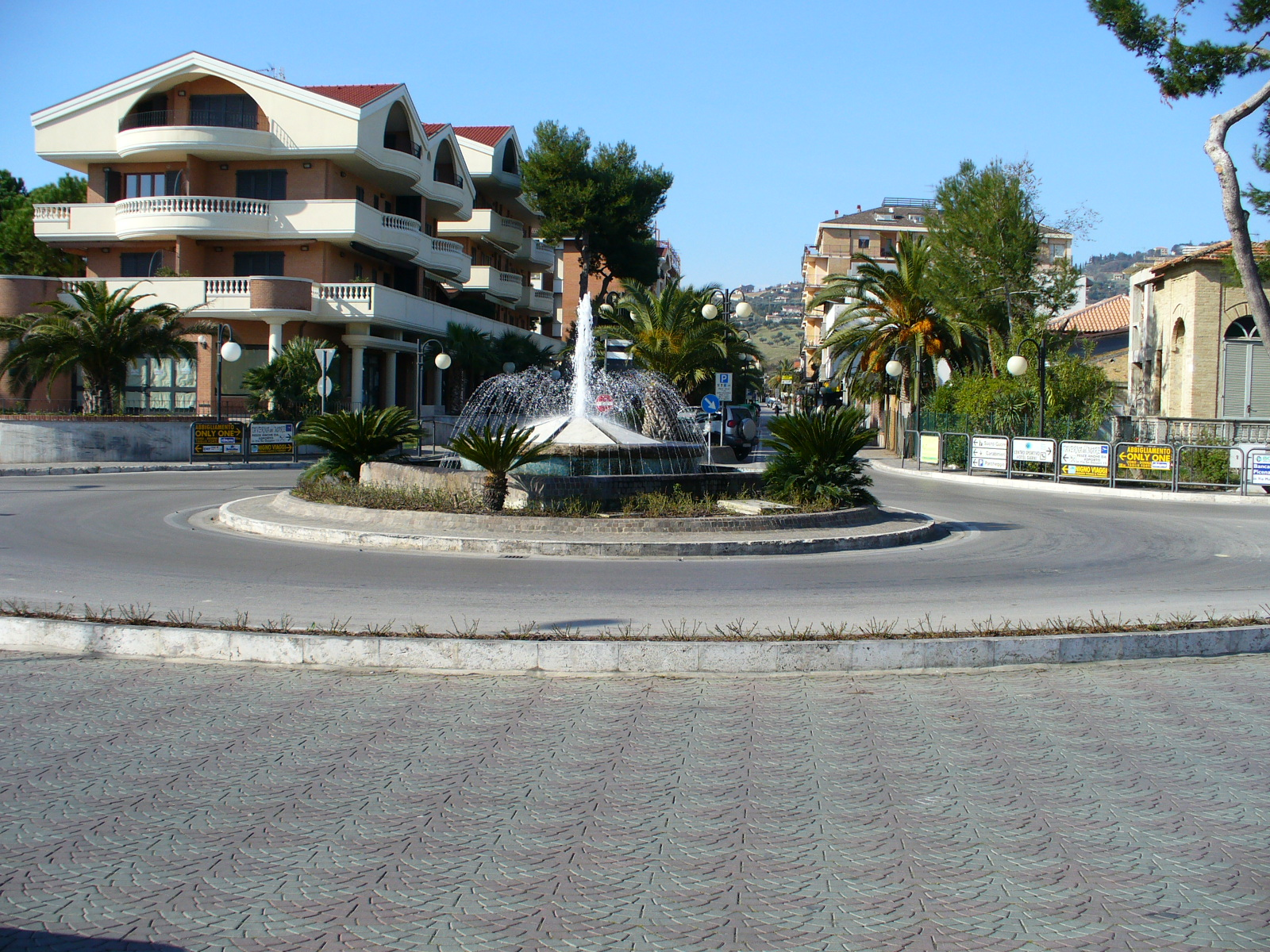

Щорічний фестиваль відбувається 6 грудня. Покровитель — святий Миколай.

## Демографія
Населення за роками:

Станом на 1 січня 2023 року в муніципалітеті офіційно проживало 976 іноземців з 62 країн, серед них 291 громадянин країн Євросоюзу та 28 громадян України.

## Сусідні муніципалітети
- Альба-Адріатіка
- Коррополі
- Джуліанова
- Мошано-Сант'Анджело
- Сант'Омеро